# Metsapere (Hiiumaa)
Koordinaten: 58° 48′ N, 22° 29′ O
Metsapere ist ein Dorf (estnisch küla) in der Landgemeinde Hiiumaa (bis 2017: Landgemeinde Emmaste). Es liegt auf der zweitgrößten estnischen Insel Hiiumaa (deutsch Dagö).
Metsapere (deutsch Metsaperre) hat acht Einwohner (Stand 31. Dezember 2011). Der Ort liegt zwölf Kilometer nordwestlich vom Dorf Emmaste entfernt.